# Der Orchideengarten
Der Orchideengarten: Phantastische Blätter (Il Giardino delle Orchidee: Pagine Fantastiche), o più comunemente Der Orchideengarten, è una rivista tedesca di letteratura fantastica fondata da Karl Hans Strobl (1877-1946) e Alfons von Czibulka (1888-1969), pubblicata in 55 numeri (3 dei quali doppi e un "numero zero") fra il 1918 e il 1921.
Der Orchideengarten si presenta stampata su carta pulp, nel formato 29,5 x 21 cm. I testi, disposti su due colonne, sono composti in carattere tipografico romano e affiancati da illustrazioni.

## Storia

### Il numero zero
Il primo numero di Der Orchideengarten esce a Monaco di Baviera nell'autunno del 1918 sotto la direzione di Karl Hans Strobl e Alfons von Czibulka. Si tratta di un numero di prova, che anticipa alcune delle caratteristiche dei numeri successivi. Il numero è formato da racconti di autori tedeschi contemporanei (fra cui gli stessi Strobl e Czibulka), da racconti classici tedeschi, da traduzioni in tedesco di racconti in lingua straniera (tutti di natura fantastica) e dalle illustrazioni di Otto Muck. Il numero rappresenta una novità nel panorama artistico del primo dopoguerra, e si apre con un breve articolo che espone gli intenti programmatici di Der Orchideengarten e dei suoi curatori:
Der Orchideengarten, Probeheft (1918), p. 1.»

### Numeri successivi
Quello che effettivamente si può considerare il primo numero di Der Orchideengarten esce nella primavera del 1919, pubblicato dalla casa editrice che Czibulka stesso aveva fondato il primo febbraio di quell’anno, il Dreiländer Verlag. Le pubblicazioni continueranno fino al 1921, con contributi che solcheranno in lungo e in largo il “modo fantastico”, presentando racconti molto variegati fra loro, che spaziano dalle storie di fantasmi, al grottesco, alla fantascienza. Der Orchideengarten diventa una sorta di laboratorio letterario, dove anche i generi più lontani dal fantastico, quali ad esempio l’erotico-amoroso, il poliziesco, la storia d’avventura, vengono filtrati e imbevuti di prospettive chimeriche, creando effetti stravaganti anche se non sempre di grande levatura letteraria. Der Orchideengarten è considerata fra le prime riviste fantastiche specializzate del mondo, e precede di qualche anno riviste americane paragonabili come Weird Tales e Amazing Stories.
Alcuni numeri presentano un tema portante, il quale viene stravolto e proposto in chiave surreale. Grande attenzione viene inoltre rivolta all’universo fiabesco e folkloristico, sia europeo che mondiale, come dimostrano le traduzioni dalla letteratura indiana, cinese e statunitense. Czibulka cura una rubrica di recensioni più o meno fissa, scrivendo sotto pseudonimo. Sempre a Czibulka è da attribuire la larga presenza di poesia all'interno dei numeri. A Max Kemmerich, scienziato, giornalista e filosofo, è affidata la conduzione della rubrica "La Serra. Cose strane e straordinarie", dove si indagano fenomeni paranormali e si fa divulgazione parascientifica. Karl zu Eulenburg, collaboratore della rivista, tiene per pochi numeri una rubrica astrologica.
Molti degli autori che hanno scritto su Der Orchideengarten sono autori amatoriali, e Der Orchideengarten è l'unico luogo dove sia rimasta una loro traccia. Da questi autori e dalle scelte redazionali dei curatori scaturiscono elementi di angoscia, d'incertezza, di ossessione, dovuti al crollo del pensiero positivista e alle devastazioni della prima guerra mondiale.

### Contesto storico
Der Orchideengarten si caratterizza per uno sguardo duale sul tempo, sia attento alla contemporaneità, sia rivolto all'indietro verso un misticismo ed un occulto perduti. È in questo territorio di frontiera antecedente la Repubblica di Weimar, che si annida lo spettro dell'ideale nazionalsocialista. A partire dai suoi due curatori, Strobl e Czibulka, passando per Ritter e Muck, molti dei collaboratori della rivista aderirono in seguito al nazionalsocialismo. Tuttavia, nonostante queste tendenze, non è possibile rappresentare Der Orchideengarten come una rivista di propaganda di estrema destra. Collaboratori della rivista come Carl Rabus, Erich Godal, Kasimir Esdchmid ed altri ancora non sposarono affatto gli ideali nazionalsocialisti e subirono internamenti o furono costretti all'esilio.
In linea generale, i racconti presenti su Der Orchideengarten non hanno delle finalità politiche, anche se in alcuni casi sono ispirati a contesti sociali e politici di quegli anni (il caso ad esempio de La gamba che cresceva, in quanto il tema delle amputazioni in seguito alla prima guerra mondiale era fortemente attuale).

### Epilogo
La forte impronta autoreferenziale di Der Orchideengarten, rivolta ad un pubblico molto esiguo e ricercato, la tiratura limitata e i pochi mezzi distributivi finirono per condizionare le sorti della rivista. Rimane tuttavia viva la sua eredità, dalla quale le avanguardie degli anni '20, dal surrealismo all'espressionismo, attinsero tematiche e stile.

## Iconografia
Le illustrazioni di Der Orchideengarten vanno aldilà del semplice contrappunto ai racconti e sono uno dei punti di forza della rivista. Così come avviene per l'area letteraria, le illustrazioni sono frutto di una conversione in chiave fantastica dei più svariati stili, dallo Jugendstil all'espressionismo, facendo emergere un minimo comune denominatore fra gli artisti che si avvicenderanno nella realizzazione delle copertine e delle illustrazioni interne.
Le copertine si presentano sempre a colori, mentre le illustrazioni interne sono in bianco e nero. All'elaborazione delle prime si avvicendano Otto Muck, Elfriede Plaichinger-Coltelli, Karl Ritter, Otto Linnekogel, Carl Rabus e Max Leidlein. Per quanto riguarda la parte interna della rivista, oltre alle figurazioni dei già citati autori di copertina, si notano classici di Goya, Doré e Aubrey Beardsley e di contemporanei quali Alfred Kubin, Heinrich Kley, Paul Neu, Max Schenke, Richard Klein, Erich Godal, ecc.

## Racconti
Alcuni dei racconti apparsi sui numeri di Der Orchideengarten:

### 1919

#### Karl Hans Strobl,Il Maestro Jericho
Narra la storia di un inquietante organista e degli strani avvenimenti di un piccolo paesino, che porteranno i protagonisti alla scoperta di una verità agghiacciante.

#### A. M. Frey, "Il Bottino"
Strani avvenimenti si succedono in un condominio di città, osservati da un protagonista che li mischia con i propri ricordi della guerra, in uno sprofondare verso la follia.

#### Leonhard Stein,Il pianoforte elettrico
In una Cracovia coperta di neve, il musicista Gini va incontro ad una tragica sorte. In un clima di velato antisemitismo, due ebrei sono gli artefici di un inquietante abominio.

#### Ernst Scupin,Il castello di Valnoir
Due soldati in missione si imbattono in un castello non indicato sulle mappe, abitato da una tetra contessa vestita di nero.

#### Hanns Wohlbold,La metamorfosi di Tobias Humbrugk
Tobias Humbrugk è sedotto dalla personalità e dalle arti negromantiche di Frank Hikopp. Tobias subirà un profondo cambiamento, come riporta la moglie Susanna.

#### Ernst Grau,La gamba che cresceva
Il racconto parla di un preparato che se iniettato fa ricrescere gli arti amputati. Così il dottor Siebenhüner, medico giovane e ambizioso, genererà l'invidia dei suoi colleghi, con conseguenze che lambiranno il grottesco.

### 1920

#### Hellmuth Unger,Il viaggio nel cervello
Il professor Ehbenreder, rimpicciolendosi milioni di volte, compie un viaggio all'interno del corpo di un suo paziente, partendo da una vena del braccio e arrivando sino al suo cervello.

#### Karl Hans Strobl,Serata di ballo
Un viaggio onirico all'interno di un'inquietante rappresentazione teatrale che avrà dei risvolti tragici.

#### Alfons von Czibulka,La cometa e la Terra
Scritto sulla scia dell’evento mediatico che fu la ricomparsa della cometa di Halley, narra la storia di una cometa che si innamora della Terra e degli Uomini. Data la sua orbita ciclica, ad ogni passaggio nei pressi della Terra la cometa nota dei cambiamenti che vanno sempre in peggio, i quali sfoceranno nella guerra fra Marte e la Terra del 3110.

#### Alfons von Czibulka,Il nitrito dei trasformatori
Nella centrale regionale "Sud" delle ferrovie di stato, i trasformatori iniziano incredibilmente a nitrire. L'umanità è costretta a fare i conti con un nuovo fenomeno meccanico e sociale.

#### Leopold Plaichinger,L'ultima avventura di Sherlok Holmes
Questo racconto si avvale della presenza di uno dei detective più famosi del mondo, scritto con la sola "k" finale, onde evitare ipotesi di plagio. Dopo cinque anni di assenza, Sherlok Holmes torna a Londra. In un club della City incontra vecchi amici e conoscenti, ai quali racconta di un caso che anni addietro non riusciva a risolvere in alcun modo. La scoperta del misfatto fu ciò che gli fece passare la voglia di essere un detective.

#### Otto Stiegele,3270
Narra dell'incontro con un uomo che viene dal futuro, dal 3270, dove tutto ciò che serve per compiere azioni è la semplice volontà.

### 1921

#### Ferdinand Weinhandl,La casa bianca
Howard Brook vive un'esperienza sospesa tra sogno e realtà, fra giganteschi macchinari di forma animale e minacce di fine del mondo.

#### Ernst Karl Juhl,Morti?
Il professor Notburg, anziano direttore di una clinica psichiatrica e prossimo a sollevarsi dall'incarico, spiega al dottor Hilfsstett la vicenda di Maria, ex maestra d'asilo in cura. Notburg racconta della sua impossibilità di essere scettico di fronte a degli avvenimenti tanto inspiegabili.

#### A. De Nora,La mia auto
Stravagante racconto delle gesta di un'automobile con volontà e atteggiamenti umani.
Fra i nomi di spicco della letteratura mondiale pubblicati su Der Orchideengarten, compresi i nomi legati alla poesia, si notano Victor Hugo, Goethe, Edgar Allan Poe, Guillaume Apollinaire, Charles Baudelaire, Paul Verlaine, Guy de Maupassant, Walt Whitman, Rudyard Kipling, E.T.A. Hoffmann, Grazia Deledda, Arthur Conan Doyle, Lord Byron, H. G. Wells, Voltaire, Charles Dickens.